# Ренгсдорф
Ренгсдорф (нім. Rengsdorf) — громада в Німеччині, розташована в землі Рейнланд-Пфальц. Входить до складу району Нойвід. Центр об'єднання громад Ренгсдорф.
Площа — 6,91 км2. Населення становить 2787 ос. (станом на 31 грудня 2020).

## Галерея

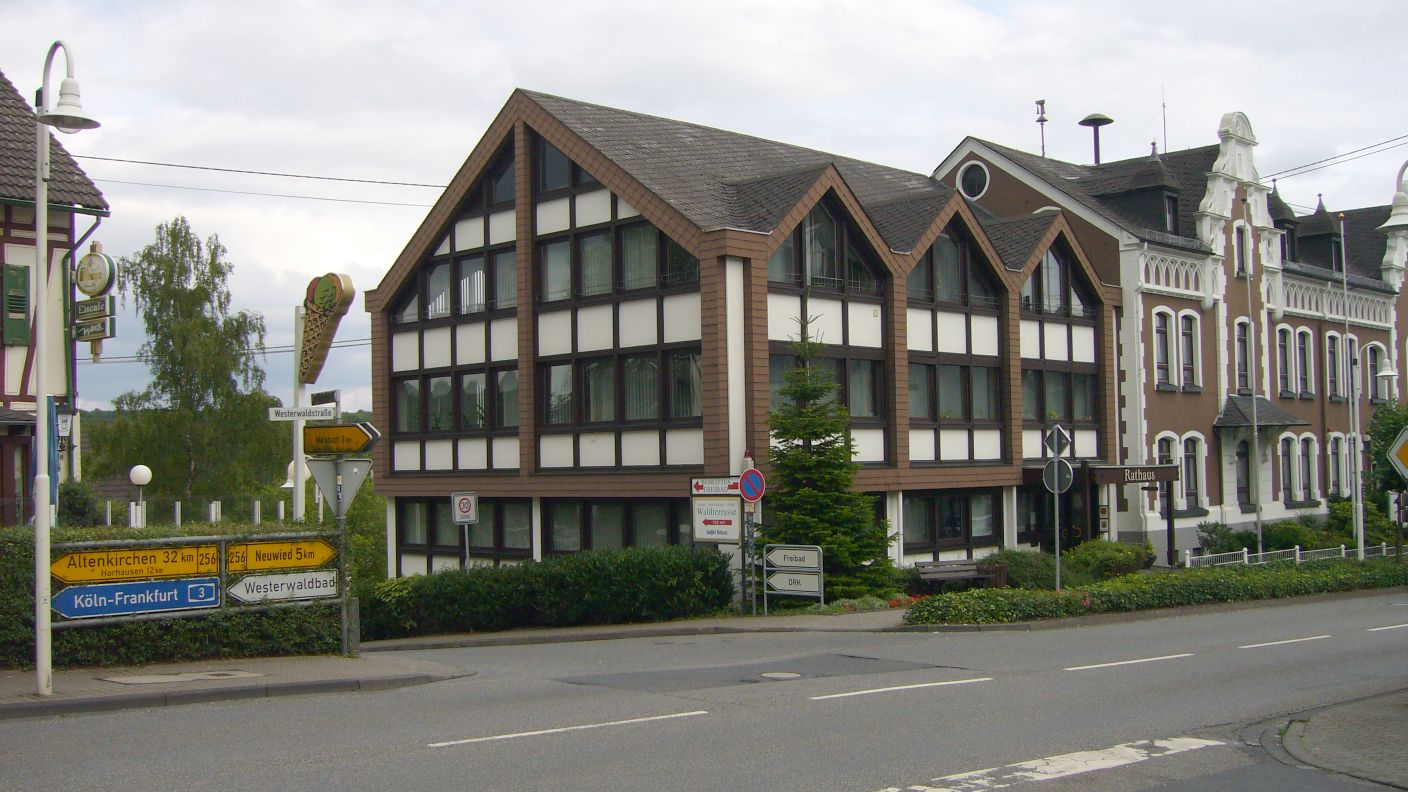
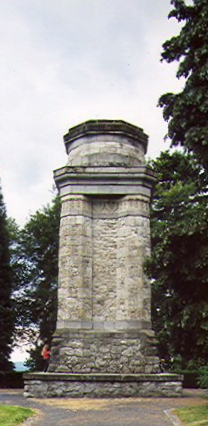